# Remigia munda
Remigia munda là một loài bướm đêm trong họ Erebidae.